# Liga Leumit 1999/2000
Die Liga Leumit 1999/2000 war die erste Spielzeit der fortan nur noch zweithöchsten israelischen Fußballliga. Sie begann am 13. August 1999 und endete am 19. Mai 2000.

## Modus
Die 10 Mannschaften traten in vier Runden gegeneinander an, sodass für jedes Team 36 Spiele zu absolvieren waren. Der Tabellenerste stieg in die Ligat ha’Al 2000/01 auf, der Tabellenletzte musste in die drittklassige Liga Alef absteigen.

## Vereine
Teilnehmer waren die Vereine, die in der zweiklassigen Liga Artzit 1998/99 die Plätze zwei bis acht belegten, sowie die drei Absteiger der erstklassigen Liga Leumit, wobei Maccabi Jaffa wegen finanzieller Versäumnisse in die drittklassige Liga Alef absteigen musste und durch den Neunten der Liga Artzit (FC Bnei Sachnin) ersetzt wurde.
| Verein                      | Stadt        |
| --------------------------- | ------------ |
| Hapoel Tzafririm Holon      | Holon        |
| Maccabi Kirjat Gat          | Kirjat Gat   |
| Maccabi Akko                | Akkon        |
| FC Bnei Sachnin             | Bnei Sachnin |
| Beitar Avraham Be’er Scheva | Be’er Scheva |
| Hakoah Ramat Gan            | Ramat Gan    |
| Hapoel Be’er Scheva         | Be’er Scheva |
| Hapoel Bet Sche’an          | Bet Sche’an  |
| Maccabi Ahi Nazareth        | Nazareth     |
| Hapoel Aschkelon            | Aschkelon    |

## Abschlusstabelle
| Pl. | Verein                      | Sp. | S  | U  | N  | Tore    | Diff. | Punkte |
| --- | --------------------------- | --- | -- | -- | -- | ------- | ----- | ------ |
| 1.  | Hapoel Tzafririm Holon (A)  | 36  | 19 | 9  | 8  | 057:330 | +24   | 66     |
| 2.  | Maccabi Kirjat Gat          | 36  | 18 | 8  | 10 | 052:280 | +24   | 62     |
| 3.  | Maccabi Akko                | 36  | 17 | 8  | 11 | 058:460 | +12   | 59     |
| 4.  | FC Bnei Sachnin 1           | 36  | 13 | 11 | 12 | 051:490 | +2    | 50     |
| 5.  | Beitar Avraham Be’er Scheva | 36  | 14 | 6  | 16 | 039:430 | −4    | 48     |
| 6.  | Hakoah Ramat Gan            | 36  | 13 | 7  | 16 | 054:610 | −7    | 46     |
| 7.  | Hapoel Be’er Scheva 2       | 36  | 11 | 12 | 13 | 038:350 | +3    | 44     |
| 8.  | Hapoel Bet Sche’an (A)      | 36  | 9  | 11 | 16 | 045:590 | −14   | 38     |
| 9.  | Maccabi Ahi Nazareth        | 36  | 10 | 11 | 15 | 041:560 | −15   | 41     |
| 10. | Hapoel Aschkelon 3          | 36  | 9  | 9  | 18 | 032:570 | −25   | 34     |

Platzierungskriterien: 1. Punkte – 2. Tordifferenz – 3. geschossene Tore

| (A) | Absteiger aus der Liga Leumit 1998/99 |